# Free (альбом Free)
Free — второй студийный альбом британской рок-группы Free, выпущенный записывающей компанией Island Records в октябре 1969 года. Переиздан в 2001 году с добавлением бонус-треков.
Несмотря на то, что этот альбом не попал ни в британские, ни в американские чарты и не имел коммерческого успеха, в ретроспективе он (как и его предшественник) считаются эталоном британского блюз-рока на рубеже 1970-х годов. 

## Список композиций
Авторы всех композиций (кроме специально помеченных) — Фрейзер и Роджерс.
Сторона А
1. «I’ll Be Creepin'» — 3:27
2. «Songs of Yesterday» — 3:33
3. «Lying in the Sunshine» — 3:51
4. «Trouble on Double Time» (Fraser, Rodgers, Simon Kirke, Paul Kossoff) — 3:23
5. «Mouthful of Grass» — 3:36

Сторона Б
1. «Woman» — 3:50
2. «Free Me» — 5:24
3. «Broad Daylight» — 3:15
4. «Mourning Sad Morning» — 5:04

Бонус-треки при переиздании
1. «Broad Daylight» — 3.09
  - The version of the song that was released as a single, this is a slightly different edit and features prominent backing singers.
2. «The Worm» — 3.03
  - This was the B-side to «Broad Daylight».
3. «I’ll Be Creepin'» — 2.47
  - This is the single version of the album track, with one verse edited out.
4. «Sugar for Mr. Morrison» — 3.01
  - The band’s second instrumental track, this is a slow, bass-driven number that gradually builds into a crashing guitar jam. It was released as the B-side to «I’ll Be Creepin'».
5. «Broad Daylight» (BBC Session) — 3.21
  - A BBC Session of the album track recorded on 17 March 1969.
6. «Songs of Yesterday» (BBC Session) — 3.11
  - A BBC Session of the album track recorded on 17 March 1969.
7. «Mouthful of Grass» — 3.33
  - This early version of the song contains only the rhythm guitar (played by Fraser) which formed the backbone of the finished song.
8. «Woman» — 4.00
  - This is an alternate version of the album track, with less prominent guitar.
9. «Trouble on Double Time» — 2.37
  - An early version of the album track
10. «Mourning Sad Morning» — 5.10
  - This is an alternate version of the album track that does not contain Wood’s flute solo.

## Участники записи
- Пол Роджерс — вокал
- Пол Коссофф — гитара, ритм-гитара
- Энди Фрэйзер — бас-гитара, ритм-гитара, фортепиано
- Саймон Кирк — ударные
- Крис Вуд — флейта на «Mourning Sad Morning»